# Wladimir Wladimirowitsch Posner

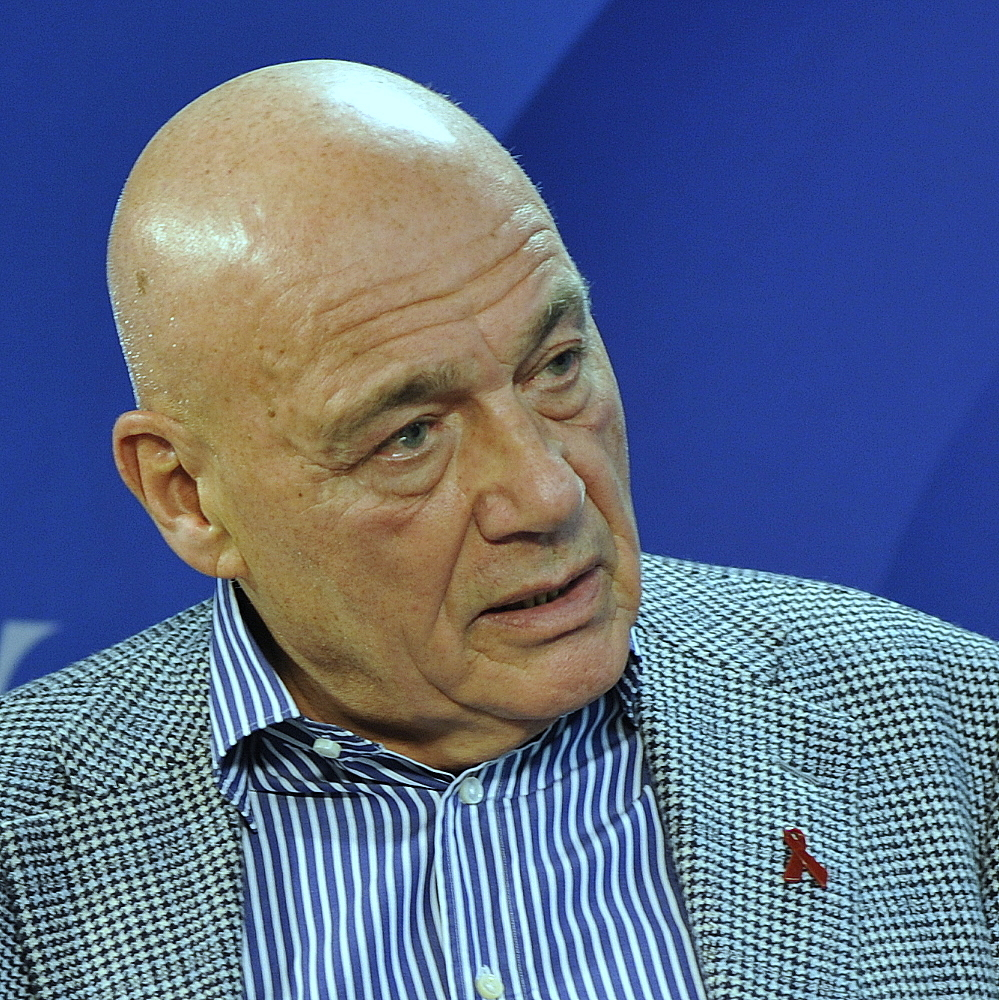
Wladimir Wladimirowitsch Posner, 2010

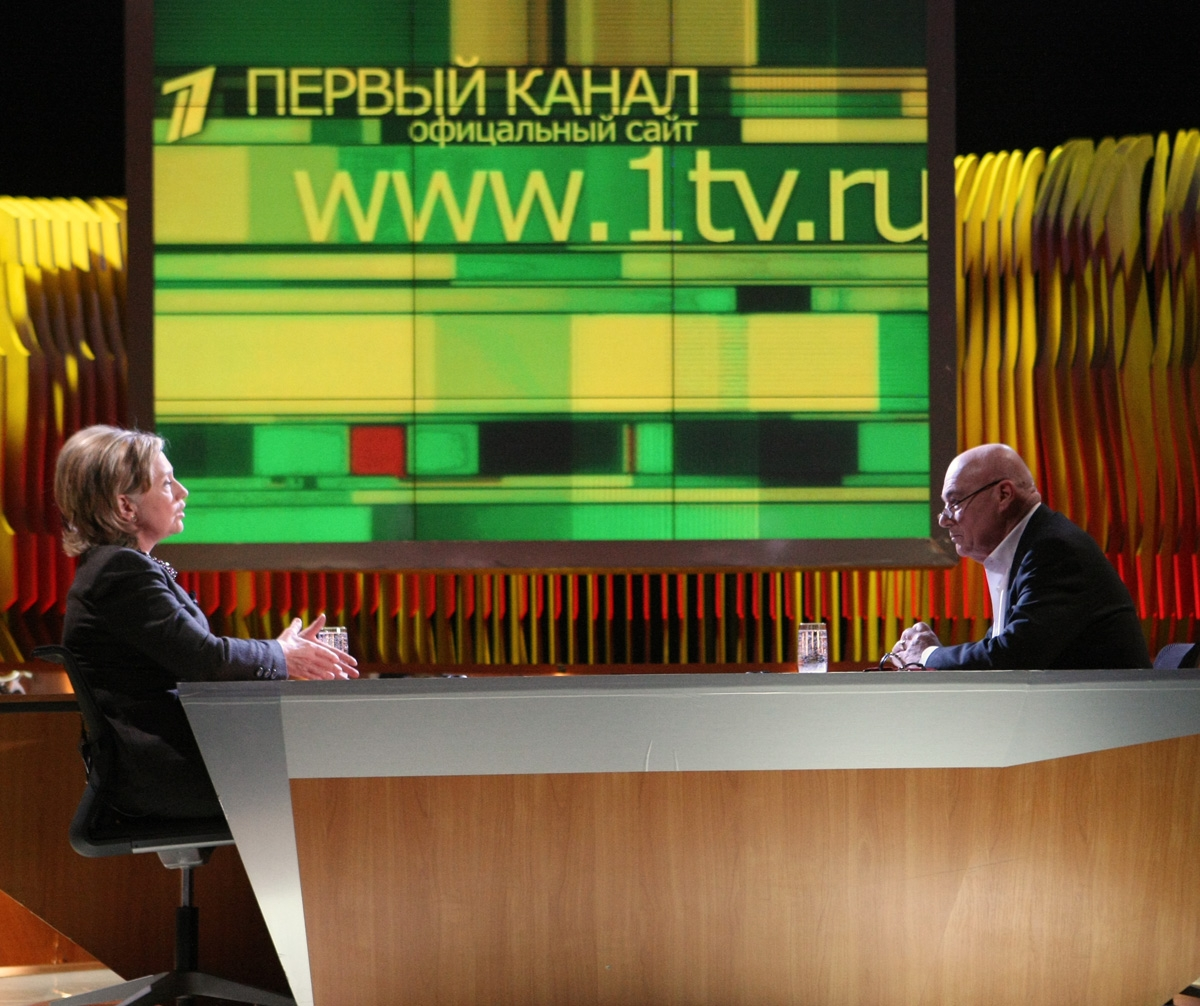
Posner im Interview mit US-Außenministerin Hillary Clinton im März 2010

Wladimir Wladimirowitsch Posner (russisch Владимир Владимирович Познер, engl. Transkription Vladimir Vladimirovich Pozner; * 1. April 1934 in Paris) ist ein französischstämmiger russisch-US-amerikanischer Journalist und Moderator.

## Leben
Seine Mutter Geraldine Lutten war eine gebürtige Französin; sein Vater Wladimir Alexandrowitsch Posner (1908–1975) war Sohn eines jüdischen russischen Flüchtlingspaares. Im Jahre 1940 musste die Familie vor den heranrückenden Nazis Frankreich verlassen und emigrierte in die USA. Posner senior bekam 1946 Probleme mit dem FBI, da er unter dem Decknamen „Kallistrat“ Informationen an den sowjetischen Geheimdienst lieferte. Posner junior zufolge wurden die geheimdienstlichen Tätigkeiten seines Vaters durch früher geheim gehaltene Dokumente, die 1996 in den USA veröffentlicht wurden, nachgewiesen. Die Familie wollte nach Frankreich zurückfahren, dies wurde jedoch Posner senior als einem sowjetischen Agenten verboten. Aus diesem Grund wanderte die Familie 1948 nach Ost-Berlin aus, 1952 übersiedelte sie in die Sowjetunion.
1958 schloss Wladimir Posner junior die biologische Fakultät der Moskauer Lomonossow-Universität ab. Zunächst verdiente er sein Geld als Übersetzer wissenschaftlicher Texte vom Englischen ins Russische und umgekehrt. Etwas später war er als Sekretär und Übersetzer für den bekannten Dichter Samuil Marschak tätig. 1961 nahm er die Arbeit bei der Nachrichtenagentur APN (heute als RIA Novosti bekannt) auf, vorerst in der dem KGB zugeordneten Abteilung für Desinformation. Bis 1985 moderierte er im staatlichen Radio eine Sendung in englischer Sprache.
Dem sowjetischen Fernsehzuschauer besonders bekannt wurde Posner Ende der 1980er Jahre, als er eine Serie von Talkshows moderierte, in der sowjetische und US-amerikanische Teilnehmer gemeinsam diskutierten und die daher als Fernsehbrücken (russ. телемост) bekannt wurden.
1991 zog Posner wieder in die USA, kehrte aber 1997 nach Moskau zurück. Er moderierte Sendungen im staatlichen TV-Sender Perwy kanal. Seine Sendung Posner, die zum letzten Mal vor dem russischen Überfall auf die Ukraine 2022 ausgestrahlt wurde, nahm Perwy kanal Ende März 2022 aus dem Programm.
2010 kritisierte Posner die Russisch-Orthodoxe Kirche wegen ihrer aggressiven Eingriffe in Bildung und Politik.
Seit 2014 besitzt er mit seinem Bruder Pawel die französische Brasserie Chez Géraldine in Moskau, die nach seiner Mutter benannt ist.
Im Jahr 2017 sprach er sich gegen die Unsitte aus, Russland als Besonderheit zu bezeichnen, weil solche Aussagen das Land von einem europäischen in ein Land des afrikanischen Kontinents verwandelten. Auf die Frage der BBC, was Putin in drei Worten im Jahr 2018 wolle, sagte Posner, Putin wolle „in seinem Amt überleben, Respekt (vom Ausland) und ein mächtiges Land“. Nach 18 Jahren an der Macht seien für Putin die Flitterwochen vorbei.
Posner hat eine Tochter, die Komponistin Katia Tchemberdji.